# Liste der denkmalgeschützten Objekte in Zeillern
Die Liste der denkmalgeschützten Objekte in Zeillern enthält die denkmalgeschützten, unbeweglichen Objekte der Gemeinde Zeillern im niederösterreichischen Bezirk Amstetten.

## Denkmäler
| Foto |                 | Denkmal                                                                   | Standort                              | Beschreibung | Metadaten |
| ---- | --------------- | ------------------------------------------------------------------------- | ------------------------------------- | --- | --- |
| ja   | Datei hochladen | Schloss Zeillern, Schulungszentrum HERIS-ID: 31559 Objekt-ID: 28533       | Schlossstraße 1 Standort KG: Zeillern | Die unregelmäßige, nicht vollständig geschlossene vierflügelige Schlossanlage mit steilen Walmdächern ist ein Nachfolgebau einer mittelalterlichen Burg, die um 1600 umgebaut und erweitert wurde. | BDA-Hist.: Q20820540 Status: Bescheid Stand der BDA-Liste: 2025-06-30 Name: Schloss Zeillern, Schulungszentrum GstNr.: 2 Schloss Zeillern                                  |
| ja   | Datei hochladen | Kath. Pfarrkirche hl. Jakobus der Ältere HERIS-ID: 31560 Objekt-ID: 28534 | Standort KG: Zeillern                 | Die spätgotische Staffelkirche mit einem steilen Satteldach und eingezogenem Chor wurde mehrmals umgebaut und von 1889 bis 1899 regotisiert. Der vorgestellte Westturm wurde im 14. Jahrhundert errichtet und das steile Keildach im 19. Jahrhundert aufgesetzt. Die neugotische Einrichtung stammt vorwiegend aus der 19./20. Jahrhundertwende und wurde großteils durch Josef Kepplinger realisiert. Die ursprünglich von Johann Lachmayr 1906 errichtete und 1961 von Paul Heer umgebaute Orgel wurde im Jahr 2003 durch ein neues, in das Originalgehäuse eingebautes Instrument der Haager Orgelbauwerkstatt Johann Pieringer ersetzt. Die nunmehrige Orgel verfügt über 21 Register auf zwei Manualen und Pedal. | BDA-Hist.: Q37943031 Status: § 2a Stand der BDA-Liste: 2025-06-30 Name: Kath. Pfarrkirche hl. Jakobus der Ältere GstNr.: 56/1 Pfarrkirche hl. Jakobus der Ältere, Zeillern |
| ja   | Datei hochladen | Kriegerdenkmal HERIS-ID: 31562 Objekt-ID: 28536                           | Standort KG: Zeillern                 | Das dreiteilige Kriegerdenkmal mit Sarkophagaltar und großem Nischenrelief befindet sich an der Südseite des Langhauses der Pfarrkirche. Es stammt aus den 1920er Jahren. | BDA-Hist.: Q37943052 Status: § 2a Stand der BDA-Liste: 2025-06-30 Name: Kriegerdenkmal GstNr.: 56/1                                                                        |